# Burg Niederurff
Die Burg Niederurff befindet sich im Ortsteil Niederurff der Gemeinde Bad Zwesten im Schwalm-Eder-Kreis in Nordhessen.

## Lage
Die Burgruine liegt am südwestlichen Rand Niederurffs auf einem kleinen Ausläufer einer minimalen Erhebung, die von Südwesten an den Ort heranreicht, nördlich durch die West-Ost fließende Urff, die hinter dem Ort in die von Süden kommende Schwalm mündet, und südwestlich durch einen Hohlweg begrenzt. Dadurch lag die Burg etwa 5 bis 10 Höhenmeter über dem Ort. Ein trockener Wallgraben sicherte die Burg zusätzlich und war über eine Brücke im Osten Richtung Kirchgarten an den Ort angebunden. Im Süden umgab halbkreisförmig ein kleiner Park die Burg, südöstlich lagen hinter der Brücke das Urff'sche Forsthaus und weitere Gärten der Burgbesitzer, was im Lageplan von Ernst Wenzel von 1913 nach der Katasterkarte von 1785 deutlich wird.

## Geschichte

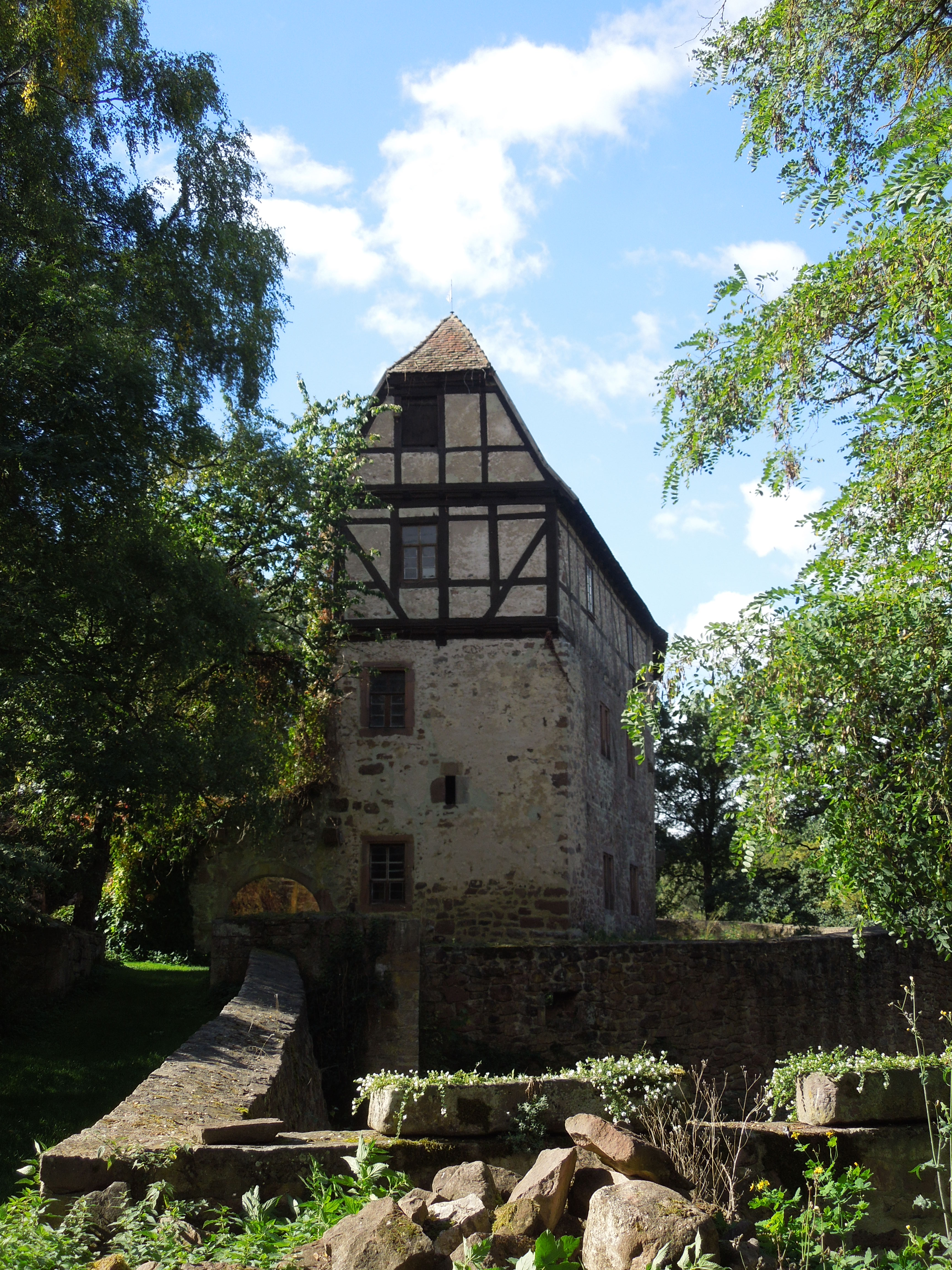
Palas der Burg, Ostseite

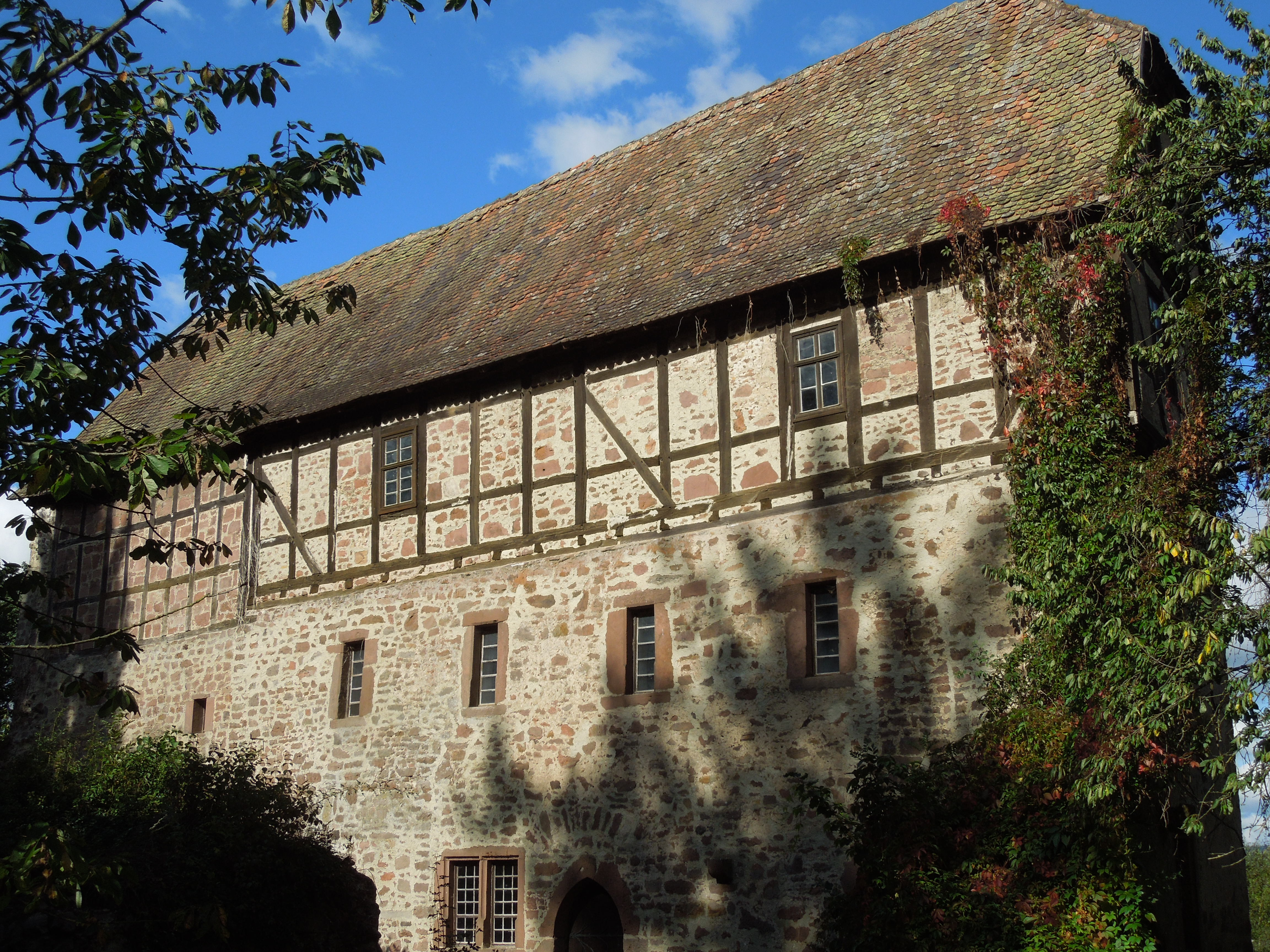
Der Palas, Südseite

Die Burg, über deren Baudatum nichts Genaues bekannt ist, war Sitz der Herren von Urff, die in einer Schenkungsurkunde von 1160 erstmals erwähnt werden. Da die Wehrkirche von Niederurff schon 1085 dokumentiert ist, mögen die ältesten Teile der Burg aus dem 11. und 12. Jahrhundert stammen. Sicher wird die Burg erst 1272 als „castrum“ urkundlich: die von Bischhausen besitzen die Burg, die von Löwenstein haben einen Anteil.
Im Jahre 1309 trugen Heinrich von Urff, sein Bruder Conrad und seine beiden Söhne die Burg dem Grafen Heinrich IV. von Waldeck zu Lehen auf, allerdings mit der Maßgabe, dass sie den Waldeckern nicht in eventuellen Auseinandersetzungen mit den Landgrafen von Hessen offen stünde. 1332 wurde diese Absicherung dadurch gefestigt, dass Landgraf Heinrich dem Eisernen die Öffnung der Burg im Kriegsfall zugesichert wurde. Es ist nicht bekannt, ob die Landgrafen in ihren zahlreichen Konflikten mit dem Erzbistum Mainz davon Gebrauch machten. Auch gibt es keine urkundlichen Hinweise, ob die Burg jemals belagert oder zerstört wurde. Das Öffnungsrecht wurde 1375 erneuert. 1408 wurde das Öffnungsrecht mit den Landgrafen erneuert, nochmals 1471. 1451 schlossen die von Urff, die Löwensteiner (Burg Löwenstein) und die Herren von Jesberg einen Vertrag über die Öffnung ihrer Burgen untereinander. 1490 wurde die Burg eine Ganerbenburg, in der die Löwensteinschen Linien Westerburg und Schweinsberg Ganerben waren; zwei Jahre später war eine der Löwensteinschen Linien schon wieder ausgestorben.
Das Hauptgebäude (Palas), der „Lange Bau“, stammt aus der Zeit um 1500. Die Jahreszahl 1672 in der Wetterfahne auf der Burg deutet möglicherweise darauf hin, dass in diesem Jahr der zweite Stock auf dem „Langen Bau“ abgeschlossen wurde. Vermutlich nach Errichtung des Herrenhauses vor der Einfahrt zur Burg 1739 wurden die alten Gebäude nicht mehr bewohnt und verfielen. Spätestens um 1780 waren die Gebäude im Süden des Burggeländes verfallen.

## Beschreibung
Heute sind noch der „Lange Bau“, der als Querriegel im Norden steht, und die Wehrmauer mit dem Wallgang im Norden und Westen erhalten; vom Westflügel, einem angrenzenden Turm und dem Bergfried sind nur noch Mauerreste übrig geblieben. Am Südostende des Langen Baus sind noch Reste der inneren Mauer mit einem Rundbogentor und eingemauertem Wappenstein vorhanden. Der Lange Bau, mit gemauertem Sandsteinsockel und Erdgeschoss sowie Fachwerkobergeschoss hat ein Krüppelwalmdach. Sandsteinportal, Zwillingsfenster und ein in die Mauer integrierter Burgbrunnen kennzeichnen die Südfront. Nach Osten und Norden sind schießschartenähnliche Öffnungen vorhanden. Der als Trockengraben angelegte Burggraben ist noch gut erhalten. Ein Park schließt sich der Anlage an.
Im Einfahrtsbereich vor der eigentlichen Burganlage befindet sich das noch heute als Wohnhaus genutzte Herrenhaus von 1739.

## Heutige Nutzung
Burg und Park befinden sich in Privatbesitz und sind nicht öffentlich zugänglich.